# Poiana (gmina Bucium)
Poiana – wieś w Rumunii, w okręgu Alba, w gminie Bucium. W 2011 roku liczyła 19 mieszkańców.